# Cyathea eggersii
Cyathea eggersii är en ormbunkeart som beskrevs av Georg Hans Emmo Wolfgang Hieronymus. Cyathea eggersii ingår i släktet Cyathea och familjen Cyatheaceae. Inga underarter finns listade.